# Salmanlı (Kozan)
Salmanlı ist ein Ortsteil (Mahalle) im Landkreis Kozan der türkischen Provinz Adana mit 222 Einwohnern (Stand: Ende 2024). Im Jahr 2011 zählte der Ort 149 Einwohner.